# Wybory w 2011
Wybory w 2011 – lista wyborów i referendów na szczeblu krajowym, które przeprowadzone zostały w 2011 roku w suwerennych (de iure bądź de facto) państwach i ich terytoriach zależnych.

## Styczeń

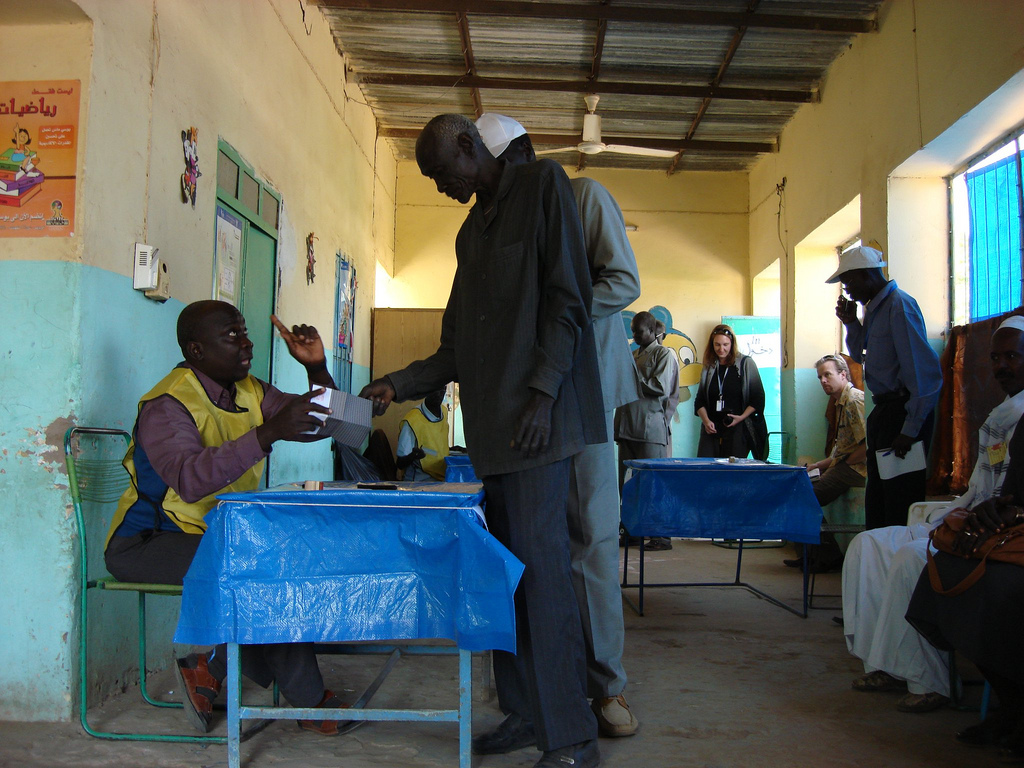
Referendum w Sudanie Południowym

| Data        | Państwo                      | Wybory                     | Zwycięzca                                        | Uwagi    | Źródło |
| ----------- | ---------------------------- | -------------------------- | ------------------------------------------------ | -------- | ------ |
| 9 stycznia  | Sudan Południowy             | referendum                 | za                                               |          | [ 1 ]  |
| 23 stycznia | Portugalia                   | prezydenckie               | Aníbal Cavaco Silva                              |          | [ 2 ]  |
| 23 stycznia | Republika Środkowoafrykańska | prezydenckie parlamentarne | François Bozizé Konwergencja Narodowa Kwa na Kwa | I tura   | [ 3 ]  |
| 31 stycznia | Niger                        | prezydenckie parlamentarne | Mahamadou Issoufou PNDS                          | I tura . | [ 4 ]  |

## Luty
| Data      | Państwo                       | Wybory                     | Zwycięzca           | Uwagi                 | Źródło |
| --------- | ----------------------------- | -------------------------- | ------------------- | --------------------- | ------ |
| 6 lutego  | Republika Zielonego Przylądka | parlamentarne              | PAICV               |                       | [ 5 ]  |
| 13 lutego | Czad                          | parlamentarne              | MPS                 |                       | [ 6 ]  |
| 13 lutego | Szwajcaria                    | referendum                 | przeciw             |                       | [ 7 ]  |
| 18 lutego | Uganda                        | prezydenckie parlamentarne | Yoweri Museveni NRM |                       | [ 8 ]  |
| 22 lutego | Kosowo                        | prezydenckie               | Behgjet Pacolli     | wybór przez parlament | [ 9 ]  |
| 25 lutego | Irlandia                      | parlamentarne              | Fine Gael           |                       | [ 10 ] |

## Marzec

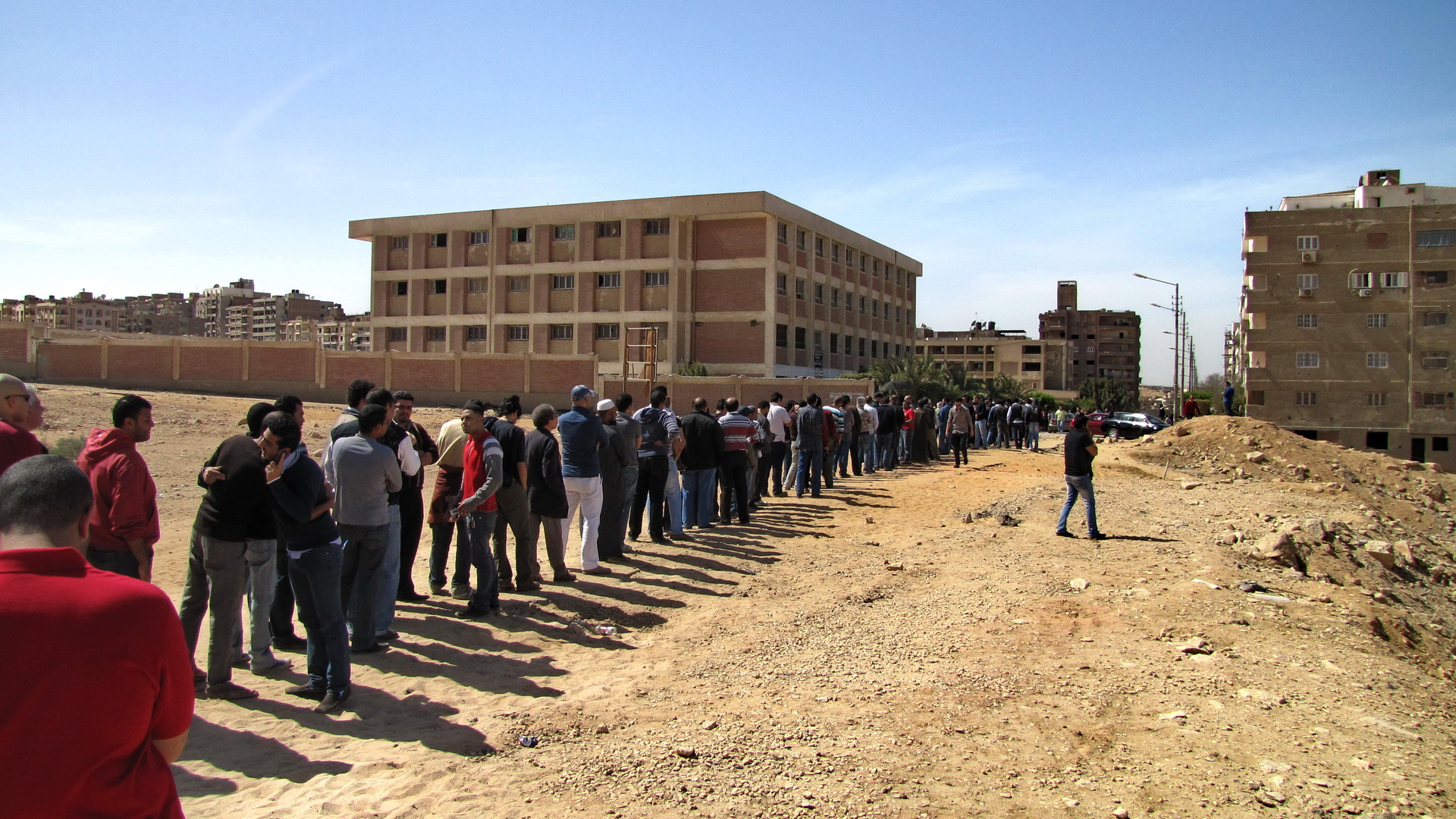
Kolejka w czasie referendum w Egipcie

| Data     | Państwo    | Wybory        | Zwycięzca          | Uwagi   | Źródło |
| -------- | ---------- | ------------- | ------------------ | ------- | ------ |
| 4 marca  | Samoa      | parlamentarne | HRPP               |         | [ 11 ] |
| 6 marca  | Estonia    | parlamentarne | RE                 |         | [ 12 ] |
| 8 marca  | Mikronezja | parlamentarne | niezależni         |         | [ 13 ] |
| 12 marca | Niger      | prezydenckie  | Mahamadou Issoufou | II tura | [ 14 ] |
| 13 marca | Benin      | prezydenckie  | Yayi Boni          |         | [ 15 ] |
| 19 marca | Egipt      | referendum    | za                 |         | [ 16 ] |
| 20 marca | Haiti      | prezydenckie  | Michel Martelly    | II tura | [ 17 ] |

## Kwiecień

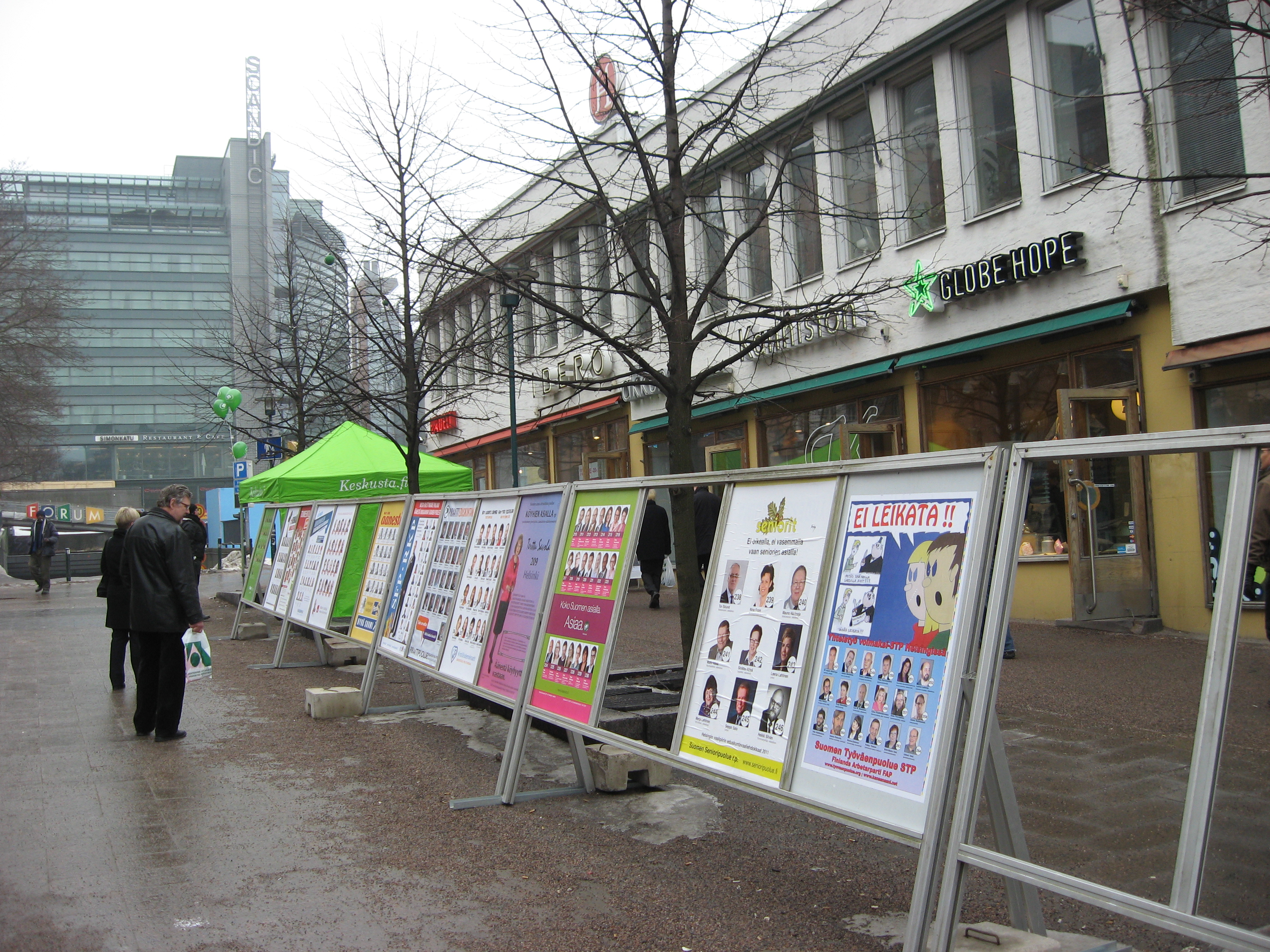
Plakaty wyborcze w Finlandii

| Data                   | Państwo    | Wybory                     | Zwycięzca             | Uwagi                 | Źródło |
| ---------------------- | ---------- | -------------------------- | --------------------- | --------------------- | ------ |
| 3 kwietnia             | Andora     | parlamentarne              | DA                    |                       | [ 18 ] |
| 3 kwietnia             | Kazachstan | prezydenckie               | Nursułtan Nazarbajew  |                       | [ 19 ] |
| 7 kwietnia             | Kosowo     | prezydenckie               | Atifete Jahjaga       | wybór przez parlament | [ 20 ] |
| 8 kwietnia             | Dżibuti    | prezydenckie               | Ismail Omar Guelleh   |                       | [ 21 ] |
| 9 kwietnia             | Islandia   | referendum                 | przeciw               |                       | [ 22 ] |
| 9 kwietnia 16 kwietnia | Nigeria    | prezydenckie parlamentarne | Goodluck Jonathan PDP |                       | [ 23 ] |
| 10 kwietnia            | Peru       | prezydenckie parlamentarne | Ollanta Humala PNP    | I tura .              | [ 24 ] |
| 17 kwietnia            | Finlandia  | parlamentarne              | Kok.                  |                       | [ 25 ] |
| 25 kwietnia            | Czad       | prezydenckie               | Idriss Déby           |                       | [ 26 ] |
| 30 kwietnia            | Benin      | parlamentarne              | FCBE                  |                       | [ 27 ] |
| 30 kwietnia            | Laos       | parlamentarne              | LPLR                  |                       | [ 28 ] |

## Maj

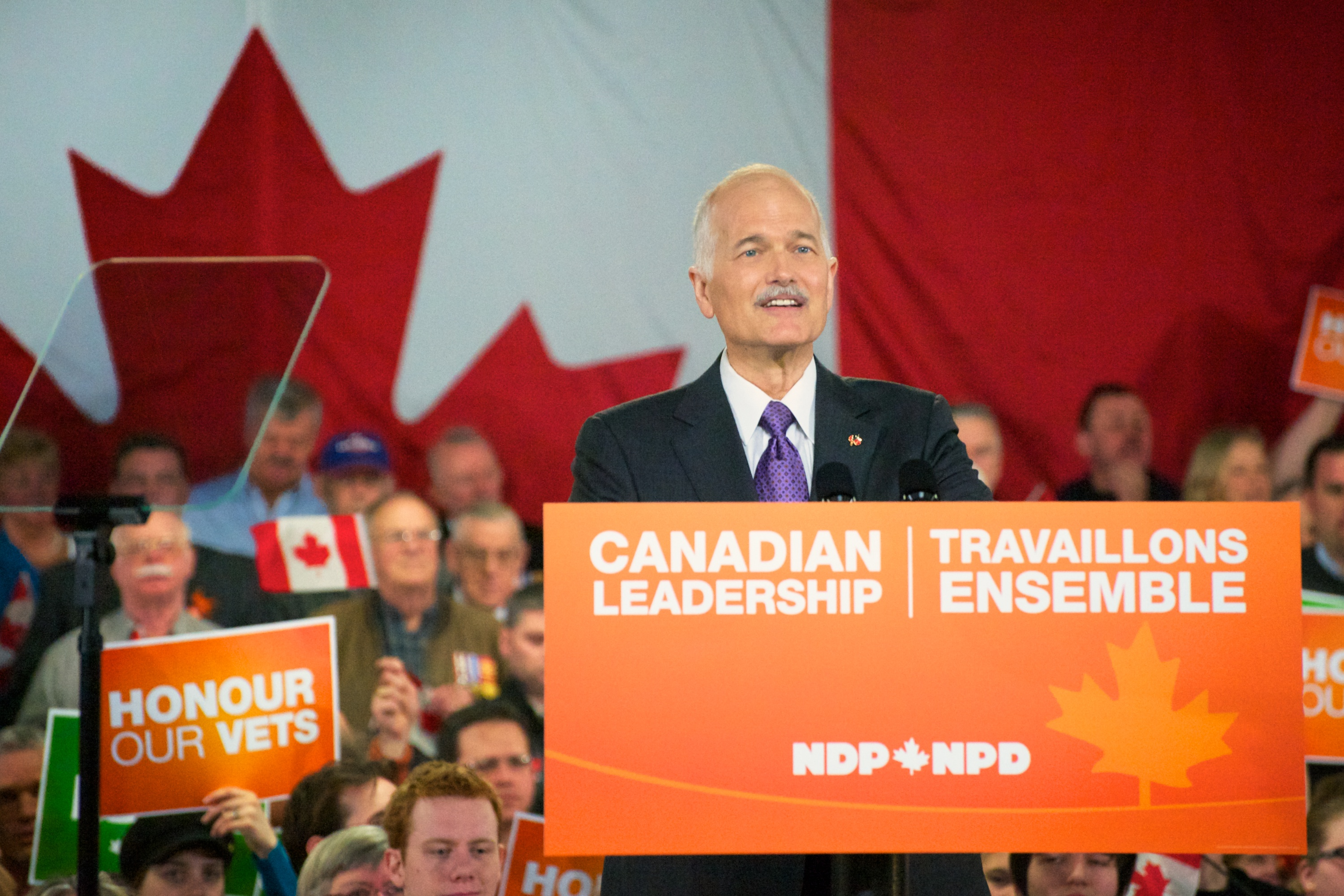
Kampania wyborcza w Kanadzie

| Data       | Państwo         | Wybory        | Zwycięzca    | Uwagi                 | Źródło |
| ---------- | --------------- | ------------- | ------------ | --------------------- | ------ |
| 2 maja     | Kanada          | parlamentarne | CPC          |                       | [ 29 ] |
| 5 maja     | Wielka Brytania | referendum    | przeciw      |                       | [ 30 ] |
| 7 maja     | Ekwador         | referendum    | za           |                       | [ 31 ] |
| 7 maja     | Niue            | parlamentarne | niezależni   |                       | [ 32 ] |
| 7 maja     | Singapur        | parlamentarne | PAP          |                       | [ 33 ] |
| 11 maja    | Mikronezja      | prezydenckie  | Manny Mori   | wybór przez parlament | [ 34 ] |
| 19-21 maja | Seszele         | prezydenckie  | James Michel |                       | [ 35 ] |
| 22 maja    | Cypr            | parlamentarne | DISY         |                       | [ 36 ] |
| 22 maja    | Wietnam         | parlamentarne | KPW          |                       | [ 37 ] |
| 28 maja    | Malta           | referendum    | za           |                       | [ 38 ] |

## Czerwiec
| Data          | Państwo            | Wybory        | Zwycięzca          | Uwagi                 | Źródło |
| ------------- | ------------------ | ------------- | ------------------ | --------------------- | ------ |
| 2 czerwca     | Łotwa              | prezydenckie  | Andris Bērziņš     | wybór przez parlament | [ 39 ] |
| 5 czerwca     | Macedonia Północna | parlamentarne | VMRO-DPMNE         |                       | [ 40 ] |
| 5 czerwca     | Peru               | prezydenckie  | Ollanta Humala     | II tura               | [ 41 ] |
| 5 czerwca     | Portugalia         | parlamentarne | PSD                |                       | [ 42 ] |
| 5 czerwca     | Słowenia           | referendum    | przeciw            |                       | [ 43 ] |
| 12 czerwca    | Turcja             | parlamentarne | AKP                |                       | [ 44 ] |
| 12-13 czerwca | Włochy             | referendum    | przeciw            |                       | [ 45 ] |
| 15 czerwca    | Laos               | prezydenckie  | Choummaly Sayasone | wybór przez parlament | [ 46 ] |
| 17-19 czerwca | Liechtenstein      | referendum    | za                 |                       | [ 47 ] |
| 22 czerwca    | Palau              | referendum    | przeciw            |                       | [ 48 ] |

## Lipiec
| Data     | Państwo                           | Wybory        | Zwycięzca             | Uwagi                 | Źródło |
| -------- | --------------------------------- | ------------- | --------------------- | --------------------- | ------ |
| 1 lipca  | Maroko                            | referendum    | za                    |                       | [ 49 ] |
| 3 lipca  | Tajlandia                         | parlamentarne | Pheu Thai             |                       | [ 50 ] |
| 17 lipca | Wyspy Świętego Tomasza i Książęca | prezydenckie  | Manuel Pinto da Costa | I tura                | [ 51 ] |
| 23 lipca | Łotwa                             | referendum    | za                    |                       | [ 52 ] |
| 25 lipca | Wietnam                           | prezydenckie  | Trương Tấn Sang       | wybór przez parlament | [ 53 ] |

## Sierpień

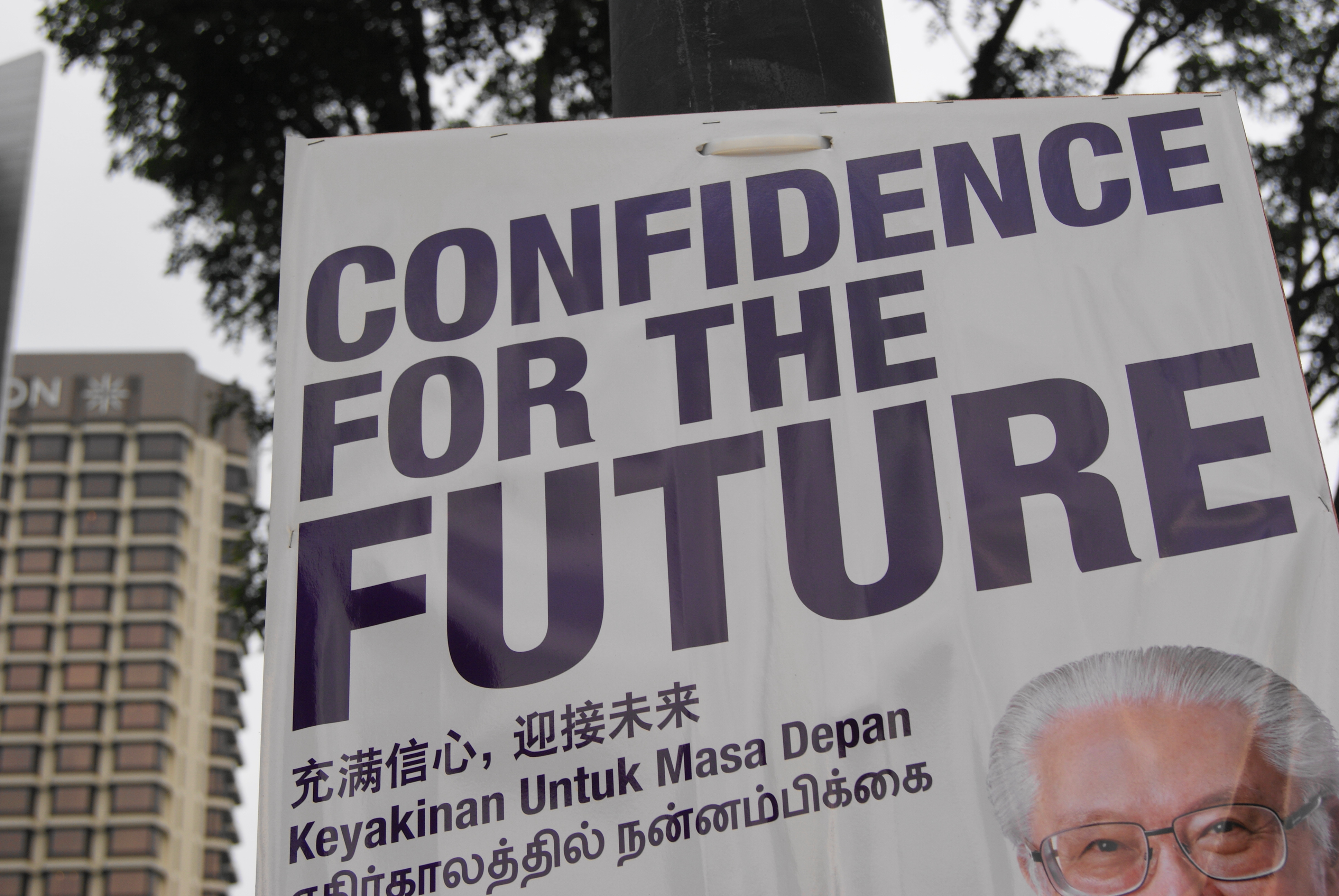
Kampania wyborcza w Singapurze

| Data        | Państwo                           | Wybory       | Zwycięzca             | Uwagi                 | Źródło        |
| ----------- | --------------------------------- | ------------ | --------------------- | --------------------- | ------------- |
| 7 sierpnia  | Republika Zielonego Przylądka     | prezydenckie | Jorge Carlos Fonseca  | I tura                | [ 54 ]        |
| 7 sierpnia  | Wyspy Świętego Tomasza i Książęca | prezydenckie | Manuel Pinto da Costa | II tura               | [ 55 ]        |
| 21 sierpnia | Republika Zielonego Przylądka     | prezydenckie | Jorge Carlos Fonseca  | II tura               | [ 56 ]        |
| 23 sierpnia | Liberia                           | referendum   | przeciw               |                       | [ 57 ] [ 58 ] |
| 26 sierpnia | Abchazja                          | prezydenckie | Aleksandr Ankwab      |                       | [ 59 ]        |
| 27 sierpnia | Singapur                          | prezydenckie | Tony Tan Keng Yam     |                       | [ 60 ]        |
| 29 sierpnia | Estonia                           | prezydenckie | Toomas Hendrik Ilves  | wybór przez parlament | [ 61 ]        |

## Wrzesień
| Data                         | Państwo                      | Wybory                     | Zwycięzca            | Uwagi            | Źródło        |
| ---------------------------- | ---------------------------- | -------------------------- | -------------------- | ---------------- | ------------- |
| 11 września                  | Gwatemala                    | prezydenckie parlamentarne | Otto Pérez Molina PP | I tura .         | [ 62 ] [ 63 ] |
| 15 września                  | Dania                        | parlamentarne              | Venstre              |                  | [ 64 ]        |
| 17 września                  | Łotwa                        | parlamentarne              | SC                   |                  | [ 65 ]        |
| 18 września                  | Liechtenstein                | referendum                 | przeciw              |                  | [ 66 ]        |
| 20 września                  | Zambia                       | prezydenckie parlamentarne | Michael Sata PF      |                  | [ 67 ] [ 68 ] |
| 24 września                  | Zjednoczone Emiraty Arabskie | parlamentarne              | niezależni           |                  | [ 69 ]        |
| 25 września                  | Francja                      | do Senatu                  | PS                   | wybory pośrednie | [ 70 ]        |
| 29 września – 1 października | Seszele                      | parlamentarne              | Partia Ludowa        |                  | [ 71 ]        |

## Październik

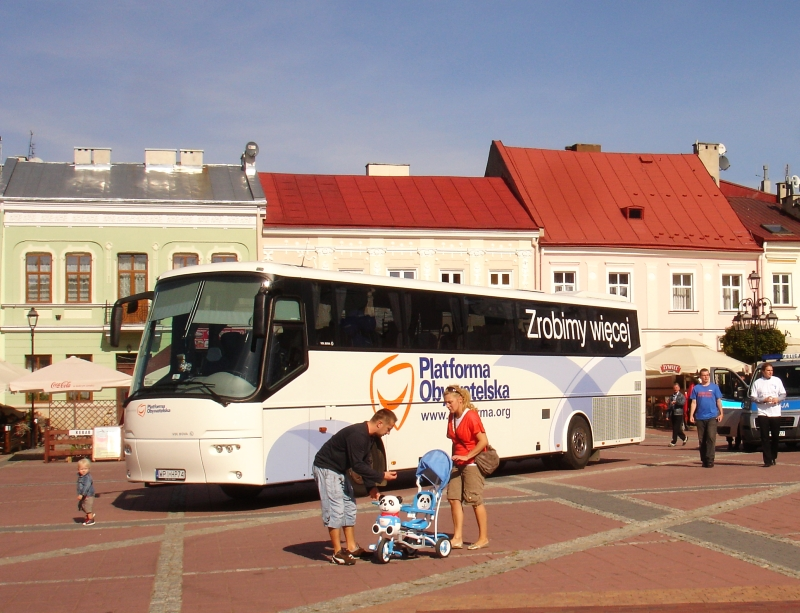
Kampania wyborcza w Polsce

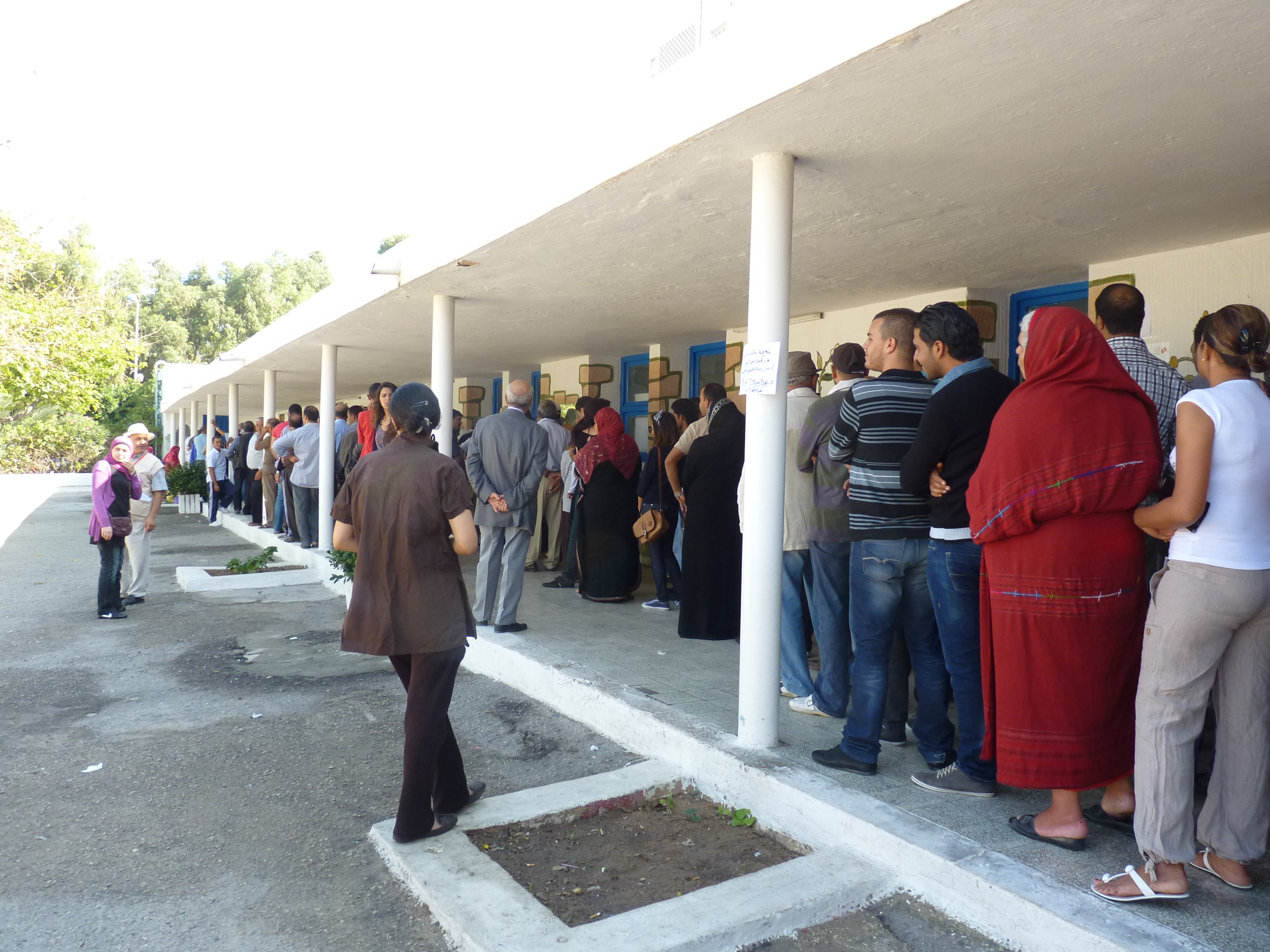
Głosowanie w Tunezji

| Data                            | Państwo     | Wybory                          | Zwycięzca                                        | Uwagi          | Źródło               |
| ------------------------------- | ----------- | ------------------------------- | ------------------------------------------------ | -------------- | -------------------- |
| 9 października                  | Kamerun     | prezydenckie                    | Paul Biya                                        |                | [ 72 ]               |
| 9 października                  | Paragwaj    | referendum                      | za                                               |                | [ 73 ]               |
| 9 października                  | Polska      | parlamentarne                   | PO                                               |                | [ 74 ]               |
| 11 października                 | Liberia     | prezydenckie parlamentarne      | Ellen Johnson-Sirleaf UP                         | I tura .       | [ 75 ]               |
| 15 października                 | Oman        | parlamentarne                   | niezależni                                       |                | [ 76 ]               |
| 21 października 28 października | Kiribati    | parlamentarne                   | niezależni                                       | I tura II tura | [ 77 ] [ 78 ]        |
| 23 października                 | Argentyna   | prezydenckie parlamentarne      | Cristina Fernández de Kirchner FPV               |                | [ 79 ]               |
| 23 października                 | Bułgaria    | prezydenckie                    | Rosen Plewnelijew                                | I tura         | [ 80 ]               |
| 23 października                 | Szwajcaria  | parlamentarne                   | SVP                                              |                | [ 81 ]               |
| 23 października                 | Tunezja     | do Zgromadzenia Konstytucyjnego | Partia Odrodzenia                                |                | [ 82 ]               |
| 27 października                 | Irlandia    | prezydenckie dwa referenda      | Michael D. Higgins · 29. poprawka ; 30. poprawka |                | [ 83 ] [ 84 ] [ 85 ] |
| 29 października                 | Wyspy Owcze | parlamentarne                   | Farerska Partia Unii                             |                | [ 86 ]               |
| 30 października                 | Bułgaria    | prezydenckie                    | Rosen Plewnelijew                                | II tura        | [ 87 ]               |
| 30 października                 | Kirgistan   | prezydenckie                    | Ałmazbek Atambajew                               |                | [ 88 ]               |

## Listopad

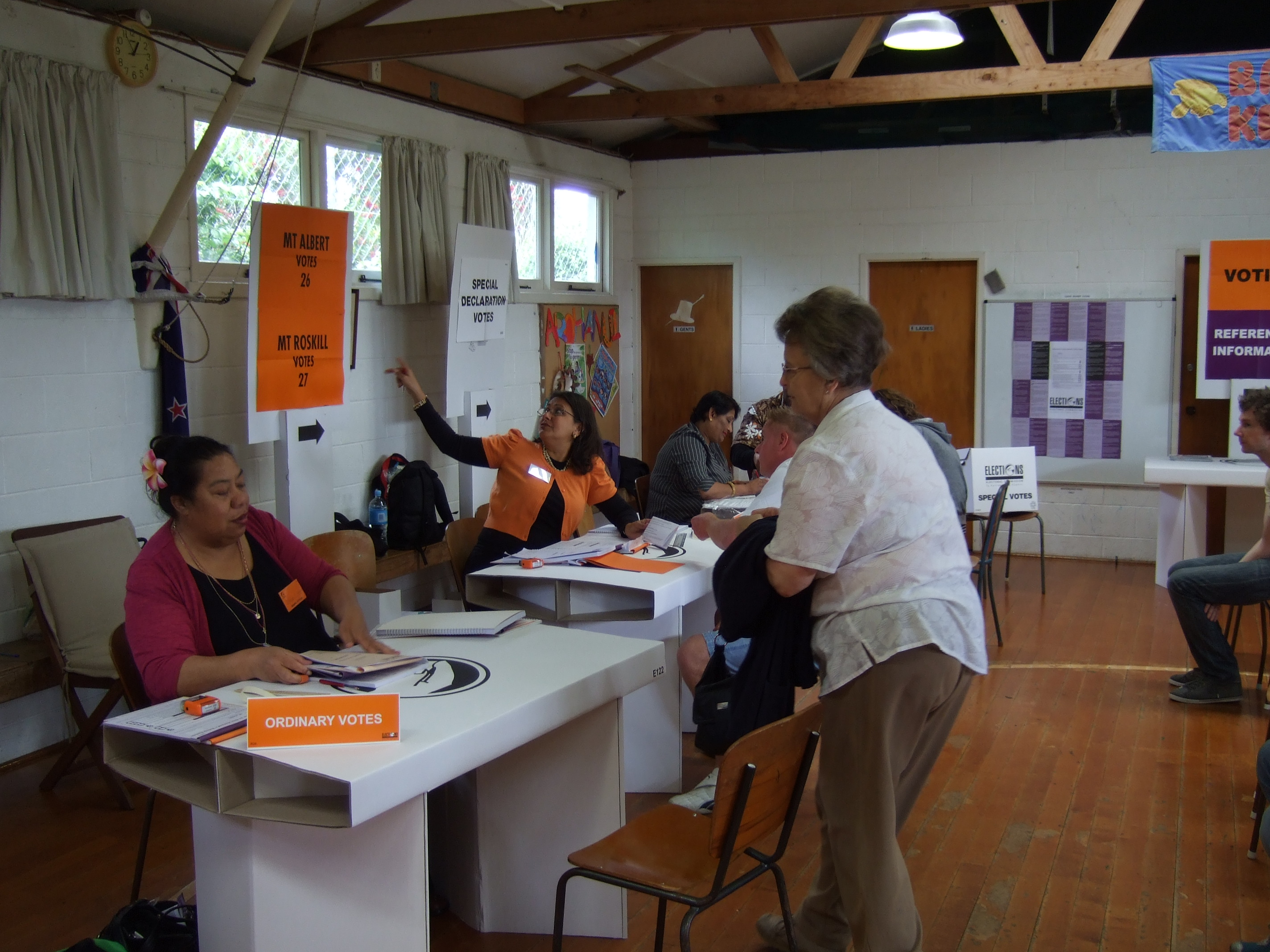
Głosowanie w Nowej Zelandii

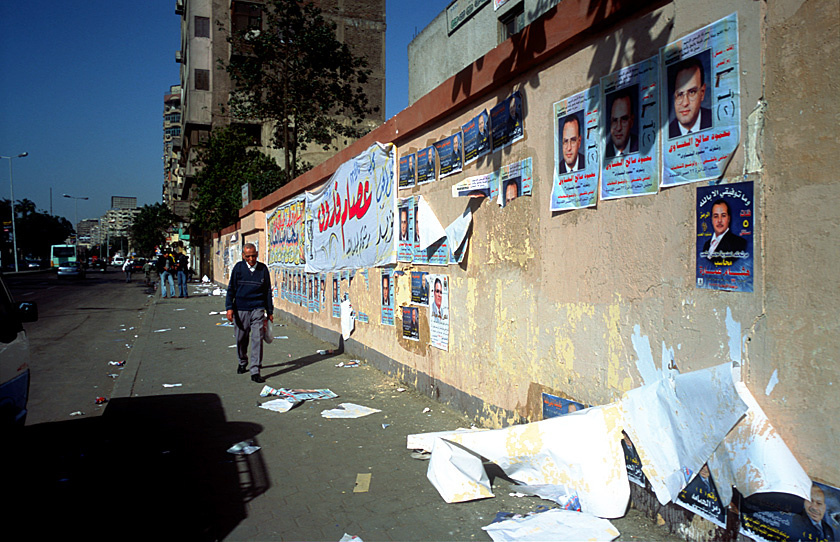
Plakaty wyborcze w Egipcie

| Data         | Państwo                       | Wybory                     | Zwycięzca             | Uwagi   | Źródło          |
| ------------ | ----------------------------- | -------------------------- | --------------------- | ------- | --------------- |
| 6 listopada  | Gwatemala                     | prezydenckie               | Otto Pérez Molina     | II tura | [ 89 ]          |
| 6 listopada  | Nikaragua                     | prezydenckie parlamentarne | Daniel Ortega FSLN    |         | [ 90 ] [ 91 ]   |
| 8 listopada  | Liberia                       | prezydenckie               | Ellen Johnson-Sirleaf | II tura | [ 92 ]          |
| 13 listopada | Gwinea Równikowa              | referendum                 | za                    |         | [ 93 ]          |
| 13 listopada | Osetia Południowa             | prezydenckie referendum    | Anatolij Bibiłow · za | I tura  | [ 94 ]          |
| 20 listopada | Hiszpania                     | parlamentarne              | PP                    |         | [ 95 ]          |
| 21 listopada | Wyspy Marshalla               | parlamentarne              | niezależni            |         | [ 96 ]          |
| 24 listopada | Gambia                        | prezydenckie               | Yahya Jammeh          |         | [ 97 ]          |
| 25 listopada | Maroko                        | parlamentarne              | PJD                   |         | [ 98 ]          |
| 26 listopada | Nowa Zelandia                 | parlamentarne              | Partia Narodowa       |         | [ 99 ]          |
| 27 listopada | Osetia Południowa             | prezydenckie               | unieważnione          | II tura | [ 100 ]         |
| 28 listopada | Demokratyczna Republika Konga | prezydenckie parlamentarne | Joseph Kabila PPRD    |         | [ 101 ] [ 102 ] |
| 28 listopada | Egipt                         | parlamentarne              | FJP                   | I tura  | [ 103 ] [ 104 ] |
| 28 listopada | Gujana                        | parlamentarne              | PPP                   |         | [ 105 ]         |
| 28 listopada | Saint Lucia                   | parlamentarne              | SLP                   |         | [ 106 ]         |

## Grudzień

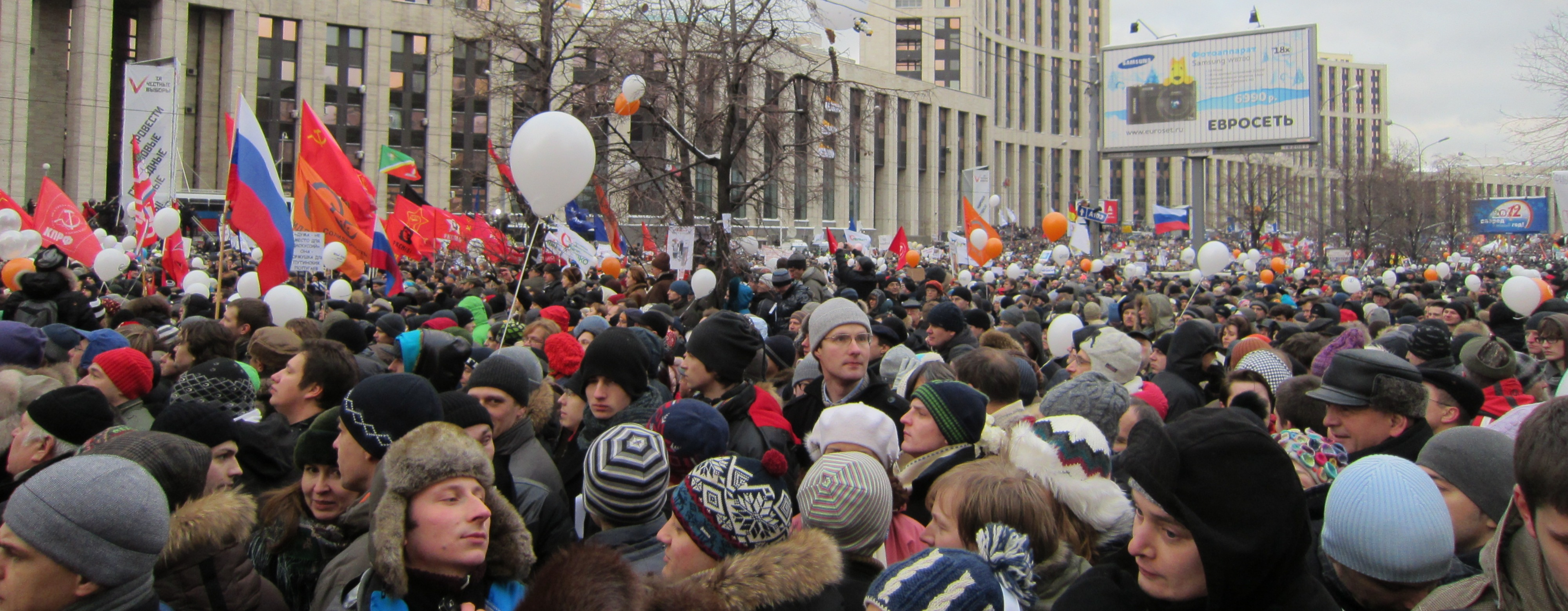
Protesty po wyborach w Rosji

| Data          | Państwo                  | Wybory        | Zwycięzca          | Uwagi   | Źródło  |
| ------------- | ------------------------ | ------------- | ------------------ | ------- | ------- |
| 4 grudnia     | Chorwacja                | parlamentarne | Koalicja Kukuriku  |         | [ 107 ] |
| 4 grudnia     | Rosja                    | parlamentarne | Jedna Rosja        |         | [ 108 ] |
| 4 grudnia     | Słowenia                 | parlamentarne | Pozytywna Słowenia |         | [ 109 ] |
| 8 grudnia     | Gibraltar                | parlamentarne | GSLP               |         | [ 110 ] |
| 11 grudnia    | Naddniestrze             | prezydenckie  | Jewgienij Szewczuk | I tura  | [ 111 ] |
| 11 grudnia    | Wybrzeże Kości Słoniowej | parlamentarne | RDR                |         | [ 112 ] |
| 14-15 grudnia | Egipt                    | parlamentarne | FJP                | II tura | [ 113 ] |
| 17 grudnia    | Gabon                    | parlamentarne | PDG                |         | [ 114 ] |
| 25 grudnia    | Naddniestrze             | prezydenckie  | Jewgienij Szewczuk | II tura | .       |
| 29 grudnia    | Jamajka                  | parlamentarne | PNP                |         | [ 116 ] |